# Pterorhinus waddelli
El babax gigante (Pterorhinus waddelli )  es una especie de ave paseriforme de la familia Leiothrichidae propia del sureste de la meseta tibetana. Su nombre científico conmemora al explorador británico Laurence Waddell.

## Distribución
Se encuentra en el sur del Tíbet y las zonas adyacentes de India. y está amenazado por la destrucción de sus hábitat.